# ماثيو مكنوتلي
ماثيو مكنوتلي (بالإنجليزية: Matthew McNulty)‏ هو ممثل بريطاني، ولد في 14 ديسمبر 1982 بمانشستر في المملكة المتحدة.

## أعمال

### أفلام
- (2007) سيطرة[4]

## وصلات خارجية
- ماثيو مكنوتلي على موقع IMDb (الإنجليزية)
- ماثيو مكنوتلي على موقع ألو سيني (الفرنسية)
- ماثيو مكنوتلي على موقع أول موفي (الإنجليزية)
- ماثيو مكنوتلي على موقع قاعدة بيانات الأفلام السويدية (السويدية)
- ماثيو مكنوتلي على موقع قاعدة بيانات الفيلم (الإنجليزية)
- ماثيو مكنوتلي على موقع كينوبويسك (الروسية)